# Communauté d'agglomération bergeracoise (nouvelle)
Pour l’article homonyme, voir Communauté d'agglomération bergeracoise pour la structure avant la fusion de 2017 avec la CC des Coteaux de Sigoulès.
La communauté d'agglomération bergeracoise est, à partir du 1er janvier 2017, une structure intercommunale française située dans le département de la Dordogne, en région Nouvelle-Aquitaine.

## Histoire
Par arrêté préfectoral du 15 septembre 2016, la communauté d'agglomération Bergeracoise et Coteaux de Sigoulès — provisoirement nommée ainsi — est une nouvelle intercommunalité formée au 1er janvier 2017 par la fusion de l'ancienne communauté d'agglomération bergeracoise et de la communauté de communes des Coteaux de Sigoulès qui sont alors dissoutes. Au 13 décembre 2016, un arrêté modificatif précise que le nom de l'ancienne communauté d'agglomération est conservé.
Au 1er janvier 2019, les communes de Sigoulès et Flaugeac, appartenant alors à la communauté de communes des Portes Sud Périgord, fusionnent pour former Sigoulès-et-Flaugeac, intégrant de fait le territoire et la population de Flaugeac au sein de la communauté d'agglomération.

## Administration
Le siège de l'intercommunalité se situe à Bergerac.
| Période                                  | Période  | Identité          | Étiquette | Qualité                                                                                       |
| ---------------------------------------- | -------- | ----------------- | --------- | --------------------------------------------------------------------------------------------- |
| janvier 2017 (réélu en juillet 2020)     | En cours | Frédéric Delmarès | PS        | Maire de Creysse (depuis 2008) Conseiller départemental du canton de Bergerac-2 (depuis 2015) |
| Les données manquantes sont à compléter. |          |                   |           |                                                                                               |

## Territoire communautaire

### Géographie physique
Située au sud-ouest  du département de la Dordogne, la communauté d'agglomération Bergeracoise regroupe 38 communes et présente une superficie de 586,6 km2.

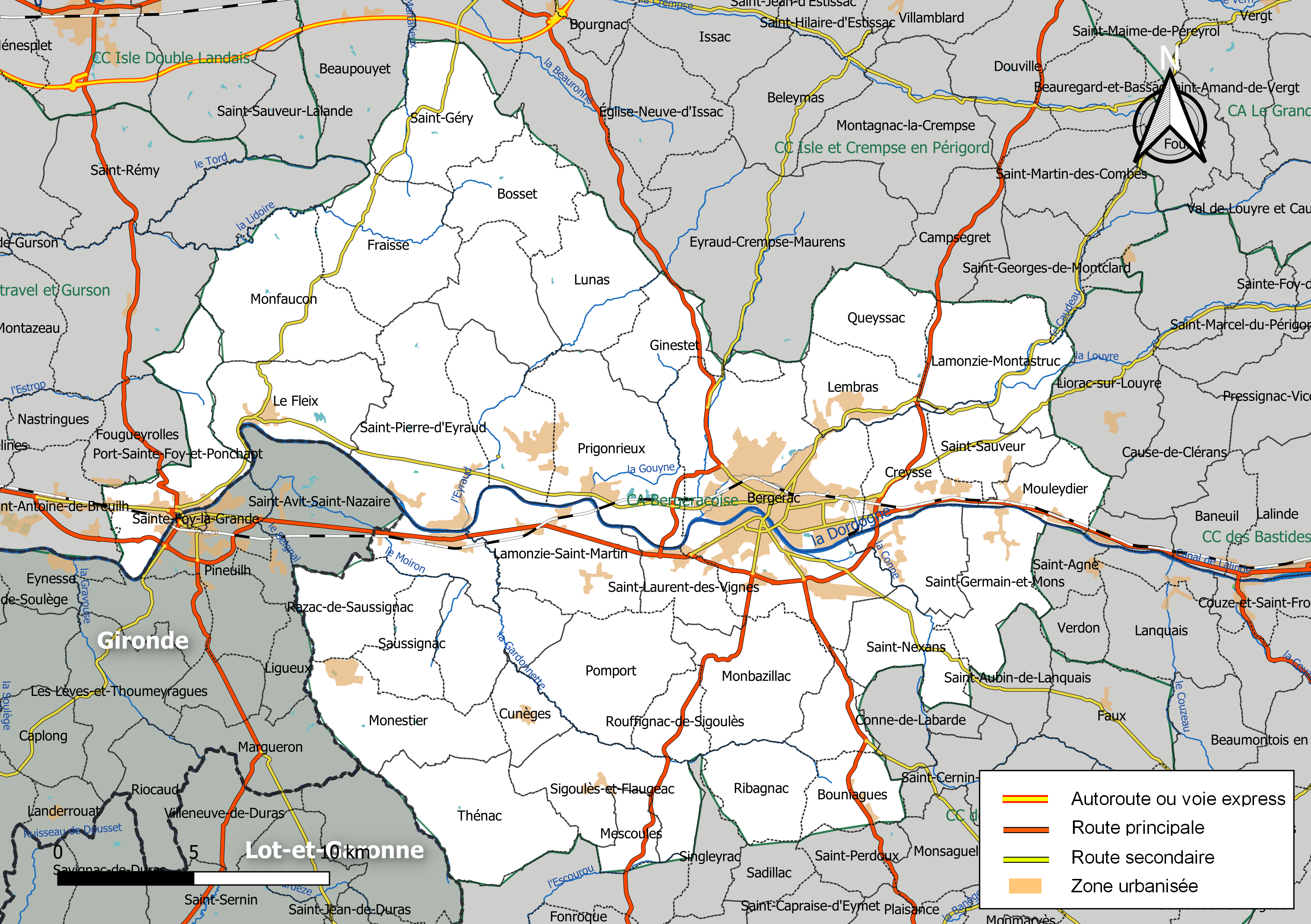
Carte de la communauté d'agglomération Bergeracoise au 1er janvier 2019.

### Composition
La communauté d'agglomération est composée des 38 communes suivantes :

| Nom                      | Code Insee | Gentilé                  | Superficie (km2) | Population (dernière pop. légale) | Densité (hab./km2) |
| ------------------------ | ---------- | ------------------------ | ---------------- | --------------------------------- | ------------------ |
| Bergerac (siège)         | 24037      | Bergeracois              | 56,1             | 26 852 (2022)                     | 479                |
| Bosset                   | 24051      | Bossetois                | 14,52            | 233 (2022)                        | 16                 |
| Bouniagues               | 24054      | Bouniaguais              | 8,62             | 589 (2022)                        | 68                 |
| Colombier                | 24126      | Colombériens             | 7,03             | 279 (2022)                        | 40                 |
| Cours-de-Pile            | 24140      | Cours-de-Pilois          | 10,81            | 1 563 (2022)                      | 145                |
| Creysse                  | 24145      | Creyssois                | 11,02            | 1 738 (2022)                      | 158                |
| Cunèges                  | 24148      | Cunégeois                | 5,98             | 315 (2022)                        | 53                 |
| Le Fleix                 | 24182      | Fleixois                 | 18,05            | 1 498 (2022)                      | 83                 |
| La Force                 | 24222      | Forcelais                | 15,6             | 2 687 (2022)                      | 172                |
| Fraisse                  | 24191      | Fraissois                | 21,5             | 173 (2022)                        | 8                  |
| Gageac-et-Rouillac       | 24193      | Gageacois                | 13,99            | 441 (2022)                        | 32                 |
| Gardonne                 | 24194      | Gardonnais               | 8,26             | 1 607 (2022)                      | 195                |
| Ginestet                 | 24197      | Ginestois                | 13,06            | 758 (2022)                        | 58                 |
| Lamonzie-Montastruc      | 24224      | Lamonziens               | 20,66            | 692 (2022)                        | 33                 |
| Lamonzie-Saint-Martin    | 24225      | Lamonziens               | 20,64            | 2 745 (2022)                      | 133                |
| Lembras                  | 24237      | Lembrasiens              | 10,59            | 1 255 (2022)                      | 119                |
| Lunas                    | 24246      | Lunassiens               | 16,87            | 445 (2022)                        | 26                 |
| Mescoules                | 24267      | Mescoulois               | 4,85             | 178 (2022)                        | 37                 |
| Monbazillac              | 24274      | Monbazillacois           | 19,58            | 819 (2022)                        | 42                 |
| Monestier                | 24276      | Monestériens             | 17,75            | 396 (2022)                        | 22                 |
| Monfaucon                | 24277      | Monfauconnais            | 24,74            | 290 (2022)                        | 12                 |
| Mouleydier               | 24296      | Montleydériens           | 8,49             | 1 155 (2022)                      | 136                |
| Pomport                  | 24331      | Pomportois               | 19,55            | 738 (2022)                        | 38                 |
| Prigonrieux              | 24340      | Prigontins               | 26,12            | 4 362 (2022)                      | 167                |
| Queyssac                 | 24345      | Queyssacois              | 12,35            | 530 (2022)                        | 43                 |
| Razac-de-Saussignac      | 24349      | Razacois                 | 11,58            | 339 (2022)                        | 29                 |
| Ribagnac                 | 24351      | Ribagnacois              | 11,81            | 334 (2022)                        | 28                 |
| Rouffignac-de-Sigoulès   | 24357      | Rouffignacois            | 6,52             | 321 (2022)                        | 49                 |
| Saint-Georges-Blancaneix | 24413      | Blancanésiens            | 13,62            | 280 (2022)                        | 21                 |
| Saint-Germain-et-Mons    | 24419      | Saint-Germinois          | 14,13            | 893 (2022)                        | 63                 |
| Saint-Géry               | 24420      | Saint-Géryens            | 18,71            | 243 (2022)                        | 13                 |
| Saint-Laurent-des-Vignes | 24437      | Saint-Laurentais         | 8,08             | 1 028 (2022)                      | 127                |
| Saint-Nexans             | 24472      | Saint-Nexantais          | 12,38            | 1 013 (2022)                      | 82                 |
| Saint-Pierre-d'Eyraud    | 24487      | Pierrotins               | 26,16            | 1 801 (2022)                      | 69                 |
| Saint-Sauveur            | 24499      | Salvadoriens             | 9,31             | 855 (2022)                        | 92                 |
| Saussignac               | 24523      | Saussignacois            | 8,97             | 412 (2022)                        | 46                 |
| Sigoulès-et-Flaugeac     | 24534      | Sigoulésiens-Flaugeacais | 18,21            | 1 251 (2022)                      | 69                 |
| Thénac                   | 24549      | Thénacais                | 20,34            | 443 (2022)                        | 22                 |

## Représentation
Au renouvellement des conseils municipaux de mars 2020, le conseil communautaire de la communauté de communes se compose de 72 délégués représentant chacune des communes membres et élus pour une durée de six ans.
Ils sont répartis comme suit :
| Nombre de délégués | Communes                        |
| ------------------ | ------------------------------- |
| 30                 | Bergerac                        |
| 4                  | Prigonrieux                     |
| 2                  | La Force, Lamonzie-Saint-Martin |
| 1                  | chacune des 34 autres communes  |

## Démographie
Le tableau et le graphique ci-dessous correspondent au périmètre actuel de la Communauté d'agglomération bergeracoise, qui n'a été créée qu'en 2017.
| 1968   | 1975   | 1982   | 1990   | 1999   | 2008   | 2013   | 2019   |
| ------ | ------ | ------ | ------ | ------ | ------ | ------ | ------ |
| 49 950 | 51 093 | 52 579 | 56 163 | 56 253 | 59 348 | 61 398 | 60 585 |

## Jumelages
- Zhenjiang (Chine) depuis 2018[8]

## Environnement
La communauté d'agglomération bergeracoise s'est engagée depuis 2016 dans l'élaboration et la mise en œuvre d'un plan climat-air-énergie territorial (PCAET). Elle a délégué cette compétence au syndicat de cohérence territoriale du Bergeracois qui assure sa coordination et son animation à l'échelle de trois intercommunalités (communauté d'agglomération Bergeracoise, communauté de communes des Bastides Dordogne-Périgord et communauté de communes des Portes Sud Périgord).
Depuis décembre 2019, une plateforme solaire permet de mesurer gratuitement le potentiel solaire de sa toiture: https://scot-bergeracois.insunwetrust.solar/